# Antocha bifida
Antocha bifida är en tvåvingeart som beskrevs av Alexander 1924. Antocha bifida ingår i släktet Antocha och familjen småharkrankar. Inga underarter finns listade i Catalogue of Life.